# Rush City (Minnesota)
Pour les articles homonymes, voir Rush City.
Rush City est une ville américaine située dans le Comté de Chisago, dans le Minnesota. Selon le recensement de 2010, sa population est de 3 079 habitants.